# Chômage au Canada

Taux de chômage en janvier 2020 au Canada.

Le Canada connaît un taux de chômage à la baisse depuis la récession du début des années 1980.
Il est actuellement dans un creux historique en raison du vieillissement de la population, la génération du baby boom quittant le marché du travail et entraînant un manque de travailleurs dans certains domaines.

## Histoire

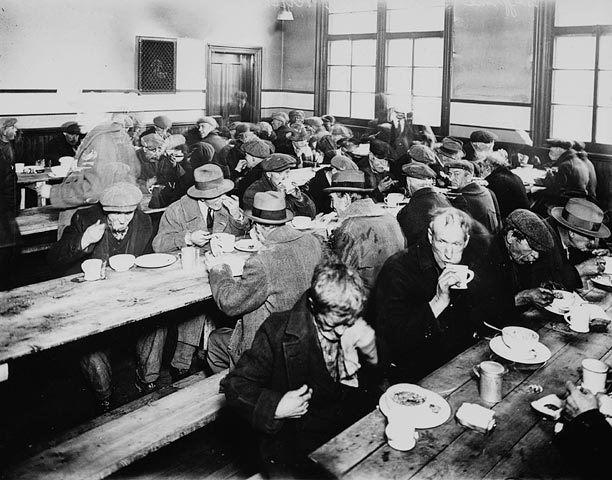
Soupe populaire à Montréal, en 1931.

En 1919, la Commission royale sur les relations industrielles propose la création d'un programme canadien d'assurance-chômage. Ce système devient de plus en plus pressent avec un taux de chômage voisinant les 20% durant la Grande Dépression. Durant cette période, des camps pour chômeurs sont créés par le gouvernement de Richard Bedford Bennett. En 1935, ce dernier lance la Loi sur l'emploi et la sécurité sociale, mais celle-ci est déclarée anticonstitutionnelle par la Cour suprême du Canada. Il faut attendre le 7 août 1940, à la suite de modifications à la Constitution, pour que le programme voit le jour. La nouvelle loi entre en vigueur en juillet 1941. En 1971, cette loi subit de nombreuses modifications, dont l'assouplissement des critères d'admissibilité.
Durant la récession du début des années 1980, le taux de chômage atteint un sommet, passant de 7,6 % (1981) à 12,0 % (1983). Il remonte à nouveau à 11,4% durant la récession du début des années 1990. En 1996, l'assurance-chômage est rebaptisée assurance-emploi et le calcul des prestations s'effectue selon le nombre d’heures travaillées plutôt que le nombre de semaines. Outre les augmentations ponctuelles liées aux crises économiques, le taux de chômage est en moyenne en continuelle diminution.

## Causes

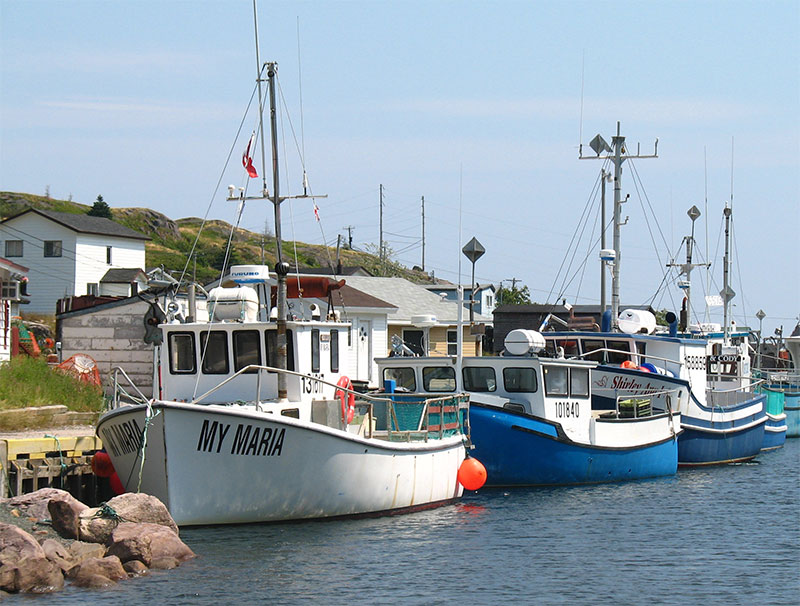
Les provinces de l'Atlantique connaissent traditionnellement un taux de chômage plus élevé, notamment en raison des occupations saisonnières, comme la pêche commerciale.

Le chômage saisonnier est l'une des principales causes en raison de l'importance des occupations à variation annuelle au pays comme l'agriculture, la foresterie, la pêche, la construction et le tourisme. L'hiver représente donc souvent une période plus creuse au niveau de l'emploi au Canada.
Le chômage structurel concerne quant à lui les changements technologiques, l'évolution de l'offre et de la demande et le déclin d'une industrie. Par exemple, les modifications dans l'industrie pétrolière ont une grande influence sur le chômage dans les provinces productrices, tel l'Alberta.

## Statistiques

### Allocataires de l'assurance-emploi
| |
| Nombre d'allocataires de l'assurance-emploi depuis 1975 - Allocataires de l'assurance-emploi - Allocataires de l'assurance-chômage |
| Gouvernement en place- Parti libéral - Parti conservateur - Parti progressiste-conservateur                                        |

### Taux de chômage
Pour des raisons techniques, il est temporairement impossible d'afficher le graphique qui aurait dû être présenté ici.

## Sources